# Hadria israeli
Hadria israeli är en insektsart som beskrevs av Dlabola et Novoa 1976. Hadria israeli ingår i släktet Hadria och familjen dvärgstritar. Inga underarter finns listade i Catalogue of Life.